# 대통령기록관
대통령기록관(大統領記錄管, Presidential Archives)은 대통령기록물 관리에 관한 사무를 관장하는 대한민국 행정안전부의 소속기관이다. 2007년 11월 30일 발족하였으며, 세종특별자치시 다솜로 250에 위치하고 있다. 관장은 고위공무원단 나등급에 속하는 일반직·연구직 또는 임기제공무원으로 보한다.

## 설치 근거 및 소관 업무

### 설치 근거
- 「대통령기록물 관리에 관한 법률」 제21조[3]
- 「행정안전부와 그 소속기관 직제」 제2조제1항[4]

### 소관 업무
- 대통령기록물의 관리에 관한 기본계획의 수립·시행
- 대통령기록물의 수집·분류·평가·기술(記述)·보존·폐기 및 관련 통계의 작성·관리
- 비밀기록물 및 비공개 대통령기록물의 재분류
- 대통령지정기록물의 보호조치 해제
- 대통령기록물의 공개열람·전시·교육 및 홍보
- 대통령기록물 관련 연구 활동의 지원
- 개인기록물의 수집·관리
- 그 밖에 대통령기록물의 관리에 관하여 필요한 사항

## 연혁
- 2006년 8월: 국가기록원내 대통령기록관리 TF 설치.
- 2006년 12월: 국가기록원 대통령기록관리팀 신설.
- 2008년 4월: 대통령기록관 개관.
- 2015년 5월: 대통령기록관 신청사 준공.
- 2015년 11월: 대통령기록관 기록물 성남 서울기록관에서 준공된 세종시 대통령기록관으로 이관 및 신청사 업무 개시.
- 2016년 1월: 대통령기록관 개관식.
- 2021년 3월: 국가기록원 산하에서 행정안전부 소속으로 분리.

## 조직

### 관장
- 행정기획과[5]
- 생산지원과[6]
- 기록관리과[6]
- 기록서비스과[6]
- 보존복원과[6]

## 같이 보기
- 서울기록관
- 부산기록관
- 대전기록관
- 대통령 기록물